# Karoma Ire
Karoma Ire est une reine d’Égypte de la XXIIe dynastie, épouse du pharaon Sheshonq Ier. Comme le précisent Aidan Mark Dodson et Dyan Hilton, elle n'est connue que par la stèle de Pasenhor. Sur celle-ci la reine porte le titre de « Mère du Roi » (mwt-nswt) et il y est dit qu'elle fut la femme de Sheshonq Ier et la mère d'Osorkon Ier qui succéda à son père. Elle est quelquefois donnée comme la mère de Ioupout et Tashepenbastet.